# Chapelle du Petit-Saint-Jean de Metz
La chapelle du Petit-Saint-Jean ou chapelle Saint-Jean-le-Petit est un édifice de culte catholique détruit, situé 13 en Vincentrue dans le quartier des Îles en Moselle.

## Histoire
Un très petit oratoire du début du XIIIe siècle, dont les trois travées voûtées d’ogives marquent la transition entre le roman et l’ogival. Il a peut-être appartenu aux hospitaliers de Saint-Jean de Jérusalem.
L’édifice ainsi que la Vincentrue ont été détruits pour faire place au quartier Pontiffroy.
La chapelle du Petit-Saint-Jean fait l’objet d’une inscription au titre des monuments historiques depuis 1973.